# Tokunaga Júhei
Tokunaga Júhei (Nagaszaki, 1983. szeptember 25. –) japán válogatott labdarúgó.
A japán U23-as válogatott tagjaként részt vett a 2004. évi nyári olimpiai játékokon.

## Statisztika
| Japán válogatott | Japán válogatott | Japán válogatott |
| Időszak          | Mérk.            | gól              |
| ---------------- | ---------------- | ---------------- |
| 2009             | 5                | 0                |
| 2010             | 2                | 0                |
| 2011             | 0                | 0                |
| 2012             | 0                | 0                |
| 2013             | 2                | 0                |
| Összesen         | 9                | 0                |